# プブリウス・セルウィリウス・プリスクス
プブリウス・セルウィリウス・プリスクス（ラテン語: Publius Servilius Priscus、生年不詳 - 紀元前463年）は共和政ローマ初期の政治家・軍人。紀元前463年に執政官（コンスル）を務めた。

## 家族
パトリキ（貴族）であるセルウィリウス氏族の出身。恐らく祖父は紀元前495年の執政官プブリウス・セルウィリウス・プリスクス・ストルクトゥス、父は紀元前476年の執政官スプリウス・セルウィリウス・ストルクトゥスと思われる。

## 経歴
紀元前463年の (当時の)元日である8月1日に執政官に就任。しかしこの年はディオニュシオスによれば9月からローマで疫病が荒れ狂い、同僚であるルキウス・アエブティウス・ヘルウァが死去、プリスクス自身も病に臥しており、同盟国であるヘルニキ族がアエクイ族やウォルスキ族に荒らされても援軍を出せない状態だった。
敵はすぐにローマにも迫ったものの、疫病によって荒れ果てたローマ領を避けトゥスクルムへ転進した。ヘルニキとラティウム同盟はローマ抜きでこれに対したものの敗北。ローマでもプリスクスを始めとして執政官経験者であるウェルギニウス・ルティルスやセルウィウス・スルピキウスなど多数の要人に死者が出たという。疫病がようやく収まるとインテルレクスが何名か選出され、ウァレリウス・プブリコラの番の3日目に翌年の執政官が選出された。